# Jose Panganiban
Jose Panganiban (in passato Mambulao) è una municipalità di terza classe delle Filippine, situata nella Provincia di Camarines Norte, nella Regione del Bicol.
Jose Panganiban è formata da 27 baranggay:
- Bagong Bayan
- Calero
- Dahican
- Dayhagan
- Larap
- Luklukan Norte
- Luklukan Sur
- Motherlode
- Nakalaya
- North Poblacion
- Osmeña
- Pag-Asa
- Parang
- Plaridel
- Salvacion
- San Isidro
- San Jose
- San Martin
- San Pedro
- San Rafael
- Santa Cruz
- Santa Elena
- Santa Milagrosa
- Santa Rosa Norte
- Santa Rosa Sur
- South Poblacion
- Tamisan